# 당수도

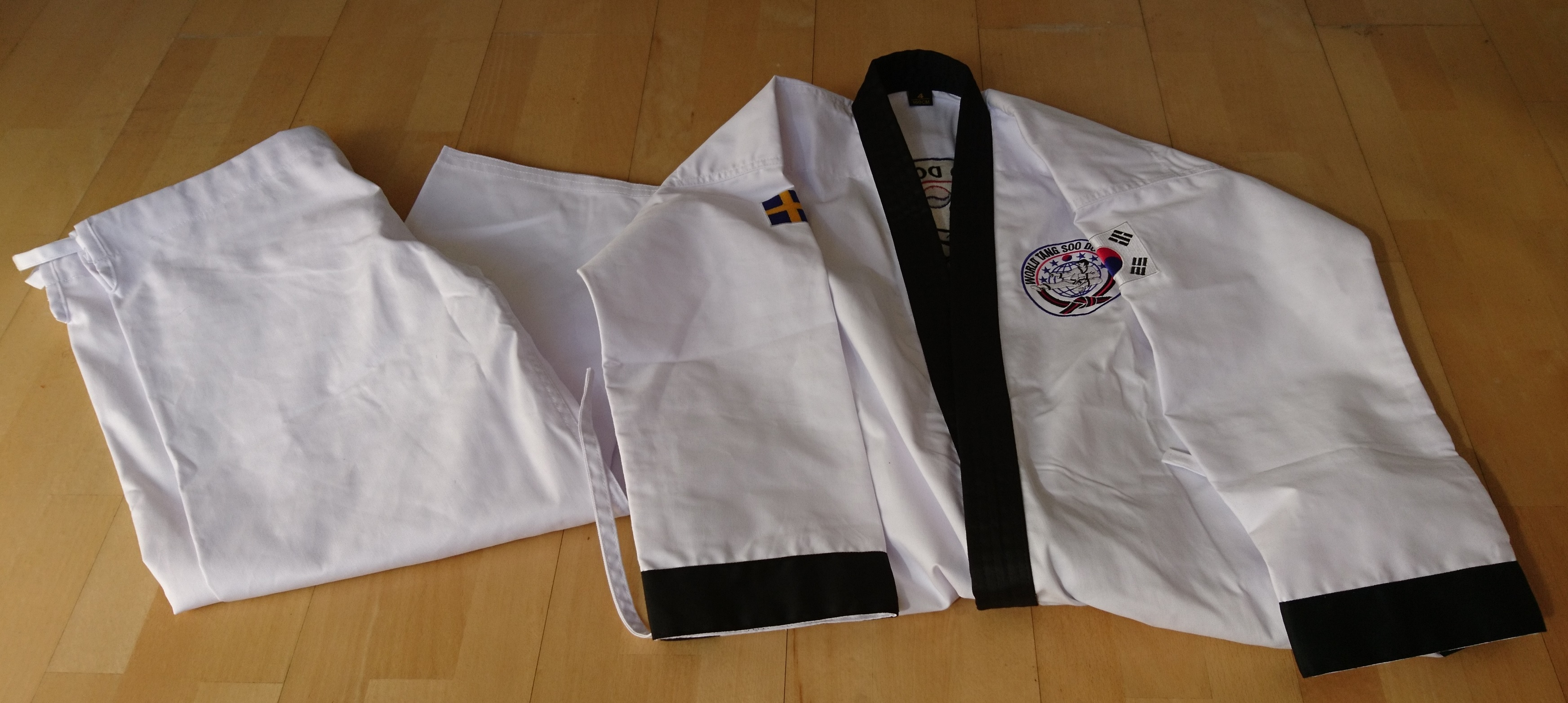
검은띠 당수도 도복

당수도(唐手道)는 공수도를 기반으로 한 한국 무술을 말하며 택견, 수박  및 중국 북부 무술 의 싸움 원칙을 포함할 수 있다. 1944년 시작부터 오늘날까지 당수도는 일부 관에서 한국의 전통 무술 융합 방식을 식별해내는 데 사용된다. 1950년대 중반, 당수도는 한국 구관이 통일되면서 태권도의 근간이 되었다.
현대적 맥락에서 많은 한국의 무술 단체들은 태권도로의 전환 과정에서 사라진 한국 무술의 요소를 보존하기 위한 수단으로 당수도를 계속 사용했다. 일반적으로 당수도로 알려진 기술은 쇼토칸, 수박, 택견 및 쿵후의 요소를 결합했다.